# دکستر (میزوری)
دکستر (به انگلیسی: Dexter) یک شهر در ایالات متحده آمریکا است که در شهرستان استادار، میزوری واقع شده‌است. دکستر ۱۷٫۲۲ کیلومتر مربع مساحت و ۷٬۸۶۴ نفر جمعیت دارد و ۱۱۳ متر بالاتر از سطح دریا قرار دارد.